# أنيتا شابمان
أنيتا شابمان (بالإنجليزية: Anita Chapman)‏ هي نبالة بريطانية، ولدت في 3 يوليو 1952 في دونكاستر في المملكة المتحدة.

## روابط خارجية
- أنيتا شابمان على موقع Paralympic.org (الإنجليزية)